# 구례 덕천사
덕천사는 대한민국 전라남도 구례군 토지면에 있다. 2003년 7월 7일 구례군의 향토문화유산 제8호로 지정되었다.

## 개요
이 사당은 율계 정기(1879-1950)선생의 얼을 기리고 애국애족정신을 계승하기 위하여 제자들이 뜻을 모아 건립하였으며 매년 3월에 제향을 올리고 있다. 율계선생은 어릴 때부터 총명하여 학문의 모든 분야에 통달하였으나 일제의 침략으로 벼슬길이 막히자 1927년 이 곳에 덕천정을 건립하고 후학들에게 애국사상과 민족정신 교육에 심혈을 기울여 고당과 같은 훌륭한 제자를 많이 배출하였으며 호남에서 유림의 종주로 알려져 왔다.